# Дріопітек фонтані
Дріопітек фонтані (Dryopithecus fontani) — вимерлий вид приматів, який жив у період середнього міоцену. Вперше його було виявлено в Сен-Годані, Верхня Гаронна (Франція) у 19 столітті. Дріопітеки фонтані також були знайдені на території Європи у Іспанії та Угорщині.

## Морфологія
Дріопітек фонтані мав однакову зубну формулу на верхній та нижній щелепах — 2: 1: 2: 3. Різці були відносно вузькі й менш лопатоподібні, в порівнянні з Проконсулом та представниками інших родів. Верхні моляри Дріопітека мали лише частково розвинену язикову поверхню, верхні премоляри були відносно довгими, а нижні премоляри — широкими. Нижні моляри мали Y5 зразок, який називається візерунком дріопітека. Жувальна поверхня зубів була вкрита тонким шаром емалі. Цей вид мав тонкі ікла і короткі різці. Нижня щелепа в Дріопітека фонтані була маловипуклою. Виходячи з зубної морфології цей вид був плодоїдним. Передні кінцівки мали редуковані ліктьові відростки, глибокий плечовий блок з відсутніми вінцевими отворами. Середня маса тіла Дріопітека фонтані становила близько 35 кілограмів.